# Moerendaal
Moerendaal is de naam van een kasteelhoeve die direct ten noorden van de huidige kom van Nispen gelegen was. Oorspronkelijk lag Moerendaal in de bocht van de Watermolenbeek. Het was een 14e-eeuwse hoeve die omstreeks 1540 werd omgracht en uitgebouwd tot een kasteeltje. In de 16e eeuw wam het landgoed in het bezit van Antwerpse koopmansfamilie Pypelinckx. Maria Pypelinckx was gehuwd met Jan Rubens en de moeder van de schilder Peter Paul Rubens. Zij erfde in 1583 de goederen van haar vader. In 1610 was Philip Rubens, de broer van de schilder, eigenaar. Na de dood van Philip ging Moerendaal diverse keren in andere handen over. Midden zeventiende eeuw was het kasteeltje onder andere door oorlogsgeweld reeds zodanig vervallen dat het gesloopt werd. De gronden werden in 1676 verkaveld en kwamen in handen van plaatselijke bewoners. De bijbehorende boerderij brandde in 1764 af.
In 1990 werd archeologisch onderzoek verricht. Men vond fundamenten en de resten van een waterput. Het aardewerk dateerde uit de 18e eeuw. In 1992 werd weerstands- en booronderzoek op deze plaats uitgevoerd en daarbij werd een omgracht vierkant gebouw aangetroffen dat waarschijnlijk uit de 14e eeuw stamt. Dit is waarschijnlijk de hoeve geweest die in 1336 voor het eerst in een document werd genoemd.
Tegenwoordig is de omgeving van Moerendaal een natuurgebiedje. De omtrek van het vierkante gebouw is aangegeven met een heg.

## Externe bron
- Dit kasteel op de website Nederlandse Middeleeuwse Kastelen, Kastelen in Nederland